# Lijst van afleveringen van Fanboy en Chum Chum
Dit is een lijst met afleveringen van de computeranimatieserie Fanboy en Chum Chum. 

## Seizoen 1
26 afleveringen, met twee verhalen per aflevering.
| Nr. | Engelse titel                   | Nederlandse titel                | Schrijver                      | Regisseur                         | Productiecode |
| --- | ------------------------------- | -------------------------------- | ------------------------------ | --------------------------------- | ------------- |
| 1   | Wizboy                          | Tovertijd                        | Steve Tompkins                 | Jim Schumann                      | 102           |
| 1   | Pick a Nose                     | Van ruilen komt ruiken           | Steve Tompkins                 | Brian Sheesley                    | 103           |
| 2   | The Janitor Strikes Back        | De conciërge slaat terug         | Eric Horsted                   | Jim Schumann                      | 104           |
| 2   | Dollar Day                      | Eurodag                          | Steve Tompkins                 | Brian Sheesley                    | 101           |
| 3   | Trading Day                     | Ruildag                          | Scott Kreamer                  | Brian Sheesley                    | 105           |
| 3   | The Hard Sell                   | Verkooptactiek                   | Steve Tompkins                 | Brian Sheesley                    | 107           |
| 4   | Digital Pet Cemetery            | Digitale dierenkerkhof           | Scott Kreamer                  | Jim Schumann                      | 108           |
| 4   | Fanboy Stinks                   | Fanboy stinkt                    | Eric Horsted                   | Jim Schumann                      | 106           |
| 5   | I, Fanbot                       | Ik, Fanbot                       | Eric Horsted                   | Brian Sheesley                    | 109           |
| 5   | Berry Sick                      | Spoedijsende hulp                | Scott Kreamer                  | Jim Schumann                      | 110           |
| 6   | Chimp Chomp Chumps              | Chimp stomp stumpers             | Eric Horsted                   | Brian Sheesley                    | 113           |
| 6   | Precious Pig                    | Juweelbig                        | Eric Horsted                   | Brian Sheesley                    | 111           |
| 7   | Monster in the Mist             | Monster in de Mist               | Eric Horsted                   | Jim Schumann                      | 119           |
| 7   | Fangboy                         | Fanpier                          | Scott Kreamer                  | Jim Schumann                      | 112           |
| 8   | Brain Drain                     | Kop kwijt                        | Scott Kreamer                  | Brian Sheesley                    | 118           |
| 8   | Fanboyfriend                    | Fanvriendje                      | Itai Grunfeld                  | Russell Calabrese                 | 120           |
| 9   | Chicken Pox                     | Kippenkoorts                     | Scott Kreamer                  | Brian Sheesley                    | 115           |
| 9   | Moppy Dearest                   | Lieve Moppie                     | Michael Caine                  | Brian Sheesley                    | 130           |
| 10  | Norse-ing Around                | Noormanieren                     | Steve Tompkins & Michael Caine | Russell Calabrese                 | 117           |
| 10  | The Janitor's Apprentice        | De leerling-conciërge            | Steve Tompkins & Michael Caine | Jim Schumann                      | 125           |
| 11  | Excuse Me                       | Te laat!                         | Scott Kreamer                  | Jim Schumann                      | 122           |
| 11  | Night Morning                   | Nachtochtend                     | Eric Horsted                   | Brian Sheesley                    | 124           |
| 12  | Marsha, Marsha, Marsha          | Marsha, Marsha, Marsha           | Scott Kreamer                  | Jim Schumann                      | 114           |
| 12  | Secret Shopper                  | Geheime klant                    | Eric Horsted                   | Jim Schumann                      | 116           |
| 13  | Prank Master                    | Grapdag                          | Scott Kreamer                  | Russell Calabrese                 | 126           |
| 13  | Little Glop of Horrors          | Een monsterlijke maaltijd        | Eric Horsted                   | Russell Calabrese                 | 123           |
| 14  | Total Recall                    | Is nog niet vertaald             | Itai Grunfeld                  | Brian Sheesley                    | 121           |
| 14  | Refill Madness                  | Hervul heisa                     | Eric Horsted                   | Brian Sheesley                    | 127           |
| 15  | The Frosty Bus                  | De Frosty Bus                    | Scott Kreamer                  | Russell Calabrese                 | 129           |
| 15  | The Tell-Tale Toy               | Speelgoedgeheim                  | Eric Horsted & Scott Kreamer   | Jim Schumann                      | 140           |
| 16  | Cold War                        | Verkouden oorlog                 | Scott Kreamer                  | Jim Schumann                      | 131           |
| 16  | Fanboy in the Plastic Bubble    | De plastic ballon                | Scott Kreamer                  | Brian Sheesley                    | 139           |
| 17  | Sigmund the Sorcerer            | Sigmund de tovenaar              | Eric Horsted                   | Brian Sheesley                    | 133           |
| 17  | Fanboy A'Hoy!                   | Fanboy A'Hoy!                    | Scott Kreamer                  | Russell Calabrese                 | 135           |
| 18  | Fan vs. Wild                    | Avontuur in de bergen            | Itai Grunfeld                  | Jim Schumann                      | 128           |
| 18  | The Incredible Shrinking Fanboy | De mysterieuze krimp             | Stephen Sustarsic              | Russell Calabrese                 | 138           |
| 19  | Separation Anxiety              | Scheidingangst                   | Scott Kreamer                  | Russell Calabrese                 | 132           |
| 19  | Strings Attached                | Aan het lijntje                  | Eric Horsted                   | Jim Schumann                      | 134           |
| 20  | The Book Report of the Dead     | Het dodenboekverslag             | Scott Kreamer                  | Jim Schumann                      | 137           |
| 20  | Stan Arctica                    | Stan Arctica                     | Michael Caine                  | Brian Sheesley                    | 136           |
| 21  | Man-Arctica the Ride            | Man-Arctica de rit               | Steve Tompkins & Michael Caine | Russell Calabrese                 | 144           |
| 21  | Fanbidextrous                   | Tweearmige Fanboy                | Eric Horsted                   | Jim Schumann                      | 143           |
| 22  | Saving Private Chum Chum        | De redding van soldaat Chum Chum | Eric Horsted & Scott Kreamer   | Brian Sheesley                    | 142           |
| 22  | Jingle Fever                    | Vergeet-me-liedje                | Eric Horsted & Scott Kreamer   | Jim Schumann                      | 152           |
| 23  | Eyes on the Prize               | Alleen oog voor de prijs         | Michael Caine                  | Russell Calabrese                 | 147           |
| 23  | Battle of the Stands            | Kraamstrijd                      | Scott Kreamer                  | Brian Sheesley                    | 149           |
| 24  | Lord of the Rings               | De meester der ringen            | Scott Kreamer                  | Brian Sheesley                    | 145           |
| 24  | The Incredible Chulk            | De ongelofelijke Chulk           | Eric Horsted                   | Jim Schumann                      | 146           |
| 25  | Norse Code                      | Noorse Code                      | Michael Caine                  | Russell Calabrese                 | 141           |
| 25  | The Great Bicycle Mystery       | Het grote fietsmysterie          | Eric Horsted & Scott Kreamer   | Russell Calabrese & Shaun Cashman | 150           |
| 26  | A Bopwork Orange                | Een geschokte beuker             | Eric Horsted                   | Jim Schumann                      | 148           |
| 26  | Freeze Tag                      | Vriestik                         | Michael Caine                  | Brian Sheesley                    | 151           |

## Seizoen 2
Ook dit seizoen zal 26 afleveringen gaan tellen.
| Nr. | Engelste titel        | Nederlandse titel             | Schrijver | Regisseur | Productiecode |
| --- | --------------------- | ----------------------------- | --------- | --------- | ------------- |
| 27  | Where the Toys Aren’t | De Rots niet (nog niet zeker) | -         | -         | -             |

## Korte video's
Behalve de afleveringen, bestaan er ook een aantal korte filmpjes:
- Video 1 (Over Berry het ijsmonster)
- Video 2 (Over Frosty Freezy Freezes)
- Video 3 (Over schuifdeuren)
- Video 4 (Kyle blaast een kauwgombel)
- Video 5 (Over een namaak-Chum Chum)
- Video 6 (Chum Chum kan ineens vliegen)